# Labirinturi și monștri
Labirinturi și monștri (Mazes and Monsters, cunoscut și sub numele de Rona Jaffe's Mazes and Monsters) este un film dramatic și fantastic american din 1982, realizat pentru televiziune, regizat de Steven Hilliard Stern⁠(d), despre un grup de studenți și interesul lor pentru un joc de rol fictiv (RPG) cu același nume ca al filmului.
În film a jucat Tom Hanks, în vârstă de 26 de ani, în primul său rol principal.

## Poveste
Filmul începe cu o scenă care este revăzută mai târziu în care un reporter se întâlnește cu poliția care cercetează o peșteră. I se spune că un joc de Labirinturi și monștri a scăpat de sub control.
Robbie Wheeling (Tom Hanks) începe studiile la Universitatea ficțională Grant și în curând își dezvoltă un grup de prieteni, toți având propriile lor probleme. Jay-Jay (Chris Makepeace) se simte marginalizat de mama lui, care îi redecorează constant camera, deoarece nu se poate hotărî cu privire la cel mai bun look. Astfel, poartă o varietate de pălării neobișnuite. Kate (Wendy Crewson) a avut o serie de relații eșuate și suferă din cauza plecării tatălui ei de acasă. Părinții lui Daniel (David Wallace) îi resping visul de a deveni designer de jocuri video; iar mama alcoolică a lui Robbie și tatăl strict se bat în mod constant, iar el este încă chinuit de dispariția misterioasă a fratelui său, Hall. Sunt fani ai Labirinturi și monștri, un joc de rol de fantezie care l-a făcut anterior pe Robbie să fie dat afară din ultima sa școală când a devenit prea obsedat de joc. Deși reticent, ceilalți trei studenți îl conving să înceapă să se joace din nou cu ei.
Pe parcursul jocului, Robbie și Kate încep să aibă o relație serioasă, în care el îi mărturisește că încă mai are coșmaruri despre fratele său dispărut. În cele din urmă, Jay-Jay, supărat că se simte lăsat deoparte de prietenii săi, decide să se sinucidă într-o peșteră locală. În timpul planificării gestului, se răzgândește și decide ca peștera ar fi mai potrivită pentru o nouă campanie de Labirinturi și monștri. El își ucide dramatic personajul pentru a-i forța să înceapă o nouă campanie, pe care o descrie că își vor trăi cu adevărat fantezia. Propune să joace noul său joc într-o peșteră și respinge avertismentele prietenilor săi – care acceptă fără tragere de inimă să participe.
În timpul explorării peșterii, Robbie are un episod psihotic despre ultima dată când și-a văzut fratele și halucinează că a ucis un monstru, numit Gorvil. Din acest moment, Robbie crede că el este de fapt personajul său, clericul Pardieu. Acest lucru îl face să întrerupă relația cu Kate (pentru a menține celibatul) și să înceapă să deseneze hărți care îl vor conduce către un loc sacru pe care l-a văzut în visele sale, numit Sala Mare. În visul său, Sala Mare îl duce spre Cele Două Turnuri, apoi dispare.
Prietenii lui raportează lipsa la poliție în timp ce ascund că au fost în caverne. Ei și anchetatorii poliției bănuiesc că acesta este decedat. Robbie ajunge la New York, unde înjunghie un hoț crezând că este un monstru. Vede sânge pe cuțitul său, apoi își vede hainele însângerate pe o fereastră și devine conștient de sine suficient de mult încât să o sune pe Kate de la un telefon public. După ce acceptă să meargă la casa lui Jay-Jay, o altă halucinație îl duce în metrou. Negăsindu-l în casa lui Jay-Jay, prietenii deduc că Robbie a interpretat cele două turnuri ca fiind turnurile gemene World Trade Center. Robbie crede că, sărind de pe unul dintre ele și, spunând o vrajă, va ajunge în sfârșit în Sala Mare. După o căutare, prietenii lui îl găsesc și îl opresc să sară de pe puntea de observare a turnului de sud folosind regulile jocului, scoțându-l din nou din halucinație.
Filmul se termină cu prietenii care îl vizitează pe Robbie la moșia părinților săi, sperând să-și continue prietenia. Deși acum este sub consiliere permanentă, se presupune că Robbie va trăi tot restul vieții prins în lumea sa imaginară, crezând că este încă Pardieu, că prietenii lui sunt într-adevăr personajele lor și că locuiește la un han (de fapt, casa părinților săi) unde își plătește „chiria” cu o monedă magică, care „în mod magic” reapare în geantă în fiecare dimineață. Apoi le povestește prietenilor săi șocați despre un mare Rău care pândește în pădurea de peste lac, crezând că amenință viața „hangiului” și a soției sale. Cei trei, părându-le rău pentru Robbie și vinovați pentru rolul lor în căderea lui schizofrenică, decid să-l angajeze într-un „joc” de Labirinturi și monștri, lăsându-l pe Robbie să dicteze evenimentele. În cele din urmă, Kate spune: „Și așa... ne-am jucat din nou... pentru ultima oară”.

## Distribuție
- Tom Hanks - Robbie Wheeling
- Wendy Crewson⁠(d) - Kate Finch
- David Wysocki - Daniel
- Chris Makepeace⁠(d) - Jay „Jay-Jay” Brockway
- Lloyd Bochner - Hall
- Peter Donat⁠(d) - Harold
- Anne Francis - Ellie
- Murray Hamilton⁠(d) - locotenentul  John Martini

## Producție
Filmul a fost adaptat după romanul Labirinturi și monștri de Rona Jaffe⁠(d). Jaffe și-a bazat romanul din 1981 pe știri inexacte din ziare despre dispariția lui James Dallas Egbert III⁠(d) de la Universitatea de Stat din Michigan în 1979. Primele relatări din presă au subliniat prea mult participarea lui Egbert la jocuri de rol de fantezie, speculând adesea că hobby-ul său, Dungeons & Dragons, ar fi putut fi un factor în dispariția lui. William Dear, anchetatorul privat al cazului, a explicat evenimentele reale și motivele din spatele mitului media în cartea sa din 1984 The Dungeon Master⁠(d). Jaffe și-a scris romanul în câteva zile deoarece s-a temut că un alt autor s-ar putea inspira din cazul Egbert.
La fel ca și cartea pe care se bazează, filmul sugerează că jocul de rol ar putea cauza uneori probleme psihologice. Cel puțin un protagonist suferă (sau cel puțin pare să sufere) de schizofrenie (sau o afecțiune similară).

## Lansare
Filmul a fost disponibil pe casete VHS, DVD-uri și diverse servicii de streaming.